# Ruta 156 (Costa Rica)
La Ruta 156, oficialmente Ruta Nacional Secundaria 156, es una ruta nacional de Costa Rica ubicada en la provincia de Alajuela.

## Descripción
Es la principal ruta de acceso desde la Ruta 1 al centro urbano de San Ramón, y con tan solo 640 metros de largo, es la ruta nacional más corta del país. 
En la provincia de Alajuela, la ruta atraviesa el cantón de San Ramón (el distrito de San Rafael).